# Heteroschizomus
Genre
Heteroschizomus est un genre de schizomides de la famille des Hubbardiidae.

## Distribution
Les espèces de ce genre se rencontrent au Mexique au Chiapas, au Yucatán et au Quintana Roo, au Guatemala et au Honduras.

## Liste des espèces
Selon Monjaraz-Ruedas, Prendini et Francke en 2019 :
- Heteroschizomus goodnightorum Rowland, 1973
- Heteroschizomus kekchi Monjaraz-Ruedas, Prendini & Francke, 2019
- Heteroschizomus meambar (Armas & Víquez, 2010)
- Heteroschizomus orthoplax (Rowland, 1973)
- Heteroschizomus silvino (Rowland & Reddell, 1977)

## Systématique et taxinomie
Ce genre a été relevé de sa synonymie avec Stenochrus par Monjaraz-Ruedas, Prendini et Francke en  2019 ou il avait été placé par Reddell et Cokendolpher en 1991.

## Publication originale
- Rowland, 1973 : A new genus and several new species of Mexican schizomids (Schizomida:Arachnida). Occasional Papers Museum Texas Tech University, no 11, p. 1-23 (texte intégral).